# حمام فرعون
حمام فرعون هي عيون مياه كبريتية طبيعية في مصر، وتقع في مدينة أبو زنيمة التابعة لمحافظة جنوب سيناء في الجزء الجنوبي لمدينة رأس سدر، تقع على بعد 5 كم من أبو زنيمة و110 كم من الطور وتبعد عن العاصمة القاهرة 250 كم، وهي عبارة عن مجموعة ينابيع تضم 15 عيناً تتدفق منها المياه الساخنة من داخل مغارة بالجبل الموجود بالقرب من الشاطئ على هيئة بركة بقوة 3000 متر مكعب في اليوم الواحد تقريبا وتمتد على الشاطئ بطول 100 متر، وهي ملاصقة لمياه البحر. ودرجة الحرارة المتدفقة من العين تصل إلى 92 درجة مئوية مما مائها الأكثر سخونة بين العيون والينابيع والآبار الساخنة في مصر والبالغة عددها 1450 عيناً وينبوعاً وبئراً.

## مياه العيون

حمام فرعون

وهي عبارة عن مجموعة ينابيع تضم 15 عيناً تتدفق منها المياه الساخنة من داخل مغارة بالجبل الموجود بالقرب من الشاطئ على هيئة بركة بقوة 3000 متر مكعب في اليوم الواحد تقريبا وتمتد على الشاطئ بطول 100 متر، وهي ملاصقة لمياه البحر. ودرجة الحرارة المتدفقة من العين تصل إلى 92 درجة مئوية مما مائها الأكثر سخونة بين العيون والينابيع والآبار الساخنة في مصر والبالغة عددها 1450 عيناً وينبوعاً وبئراً.
وقد تم بتحليل المياه المتدفقة من هذه العيون كيميائياً وبكتريولوجيا وأثبت نتائج التحليلات صلاحيتها وفعاليتها العالية في علاج الكثير من الأمراض مثل الروماتويد، والروماتيزم بشتى أنواعه، وأمراض الجهاز الهضمى، وأمراض الكُلى، وحساسية الرئة، وأمراض الكبد، والأمراض الجلدية، إضافة إلى فوائدها المستخدمة في أغراض التجميل. كما بينت التحليلات الكيميائية احتواء المياه على تركيزات عالية لعنصر الكبريت تفوق معدلات نظيرتها في المياه المعدنية بالعالم.
ويوجد أعلى عيون فرعون كهف صخرى منحوت بالجبل، يستخدمه الزائرون والسياح كحمام ساونا طبيعى نظراً لانبعاث الحرارة من المياه الكبريتية الساخنة من أسفل الكهف إلى أعلاه.

## منتجع صحى
نظرا إلى المناخ المعتدل على مدار العام الذي تتمتع به المنطقة والجو الجاف والمساحات الشاسعة من الرمال الدافئة التي يمكن استخدامها في العلاج الطبيعى والتي تحيط بها سلسلة من الجبال، جعلها موقعا ممتازا لإقامة منتجع صحى سياحى تحت مسمى «منتجع حمامات فرعون» يعتبر الأول والفريد في نوعه في مصر والشرق الأوسط، هذا المنتجع والذي لا يزال تحت الإنشاء عبارة عن قرية سياحية ومركز للعلاج البيئي يجمع بين السياحة العلاجية والترفيهية والرياضية.

## وصلات خارجية
- منتجع لافي ريزورا راس سدر
- الهيئة العامة للاستعلامات
- حمام فرعون الأكثر سخونة بين 1450 عينا حرارية في مصر